# Franz Gürtner
Franz Gürtner (26 de agosto de 1881 - 29 de janeiro de 1941) foi o ministro da Justiça alemão nos governos de Franz von Papen, Kurt von Schleicher e Adolf Hitler. Gürtner foi responsável por coordenar a jurisprudência na Alemanha Nazista e forneceu sanção oficial e fundamentos legais para uma série de ações repressivas sob o regime nazista de 1933 até sua morte em 1941.

## Biografia

### Início de vida e carreira
Gürtner era filho de Franz Gürtner (engenheiro de locomotivas) e Marie Gürtner, nascida Weinzierl.  Depois de se formar no ginásio em 1900 em Regensburg, ele estudou direito na Universidade Ludwig Maximilian de Munique. Após oito semestres, ele foi aprovado em 1904 no exame universitário. Sua preparação para o serviço público bávaro foi interrompida para o serviço militar no Königlich Bayerisches 11. Regimento de Infantaria "von der Tann". Depois de passar em seu segundo Staatsexamen em 1908, ele trabalhou como síndico para uma associação cervejeira de Munique. Em 1º de outubro de 1909, ele ingressou no serviço público superior do Ministério da Justiça da Baviera.  Em 7 de agosto de 1914, Gürtner foi convocado como oficial da reserva para o serviço militar na Primeira Guerra Mundial. Ele serviu no 11º Regimento de Infantaria na Frente Ocidental. Ele ascendeu a vice-comandante do batalhão e recebeu a Cruz de Ferro 1ª e 2ª Classe e a Ordem do Mérito Militar (Baviera) IV classe com espadas. A partir de setembro de 1917 participou com o Batalhão de Infantaria da Baviera 702 (com o Asia Korps) na campanha na região da Palestina do Império Otomano. Portanto, ele recebeu a Ordem da Casa de Hohenzollern com espadas e a Estrela de Galípoli. Sua nomeação como comandante de batalhão em 31 de outubro de 1918 foi o dia da rendição do Império Otomano. Ele liderou o batalhão de volta a Constantinopla (atual Istambul, Turquia) e chegou em 17 de março de 1919 a Wilhelmshaven, onde foi desmobilizado.
Após a guerra, Gürtner seguiu uma carreira jurídica de sucesso, sendo nomeado Ministro da Justiça da Baviera em 8 de novembro de 1922, cargo que ocupou até 1932.  Embora católico romano, Gürtner juntou-se ao Partido Popular Nacional Alemão, amplamente protestante (Deutschnationale Volkspartei, DNVP), o que era incomum, já que os católicos alemães geralmente apoiavam o Partido do Centro ou sua contraparte bávara, o Partido Popular da Baviera. No entanto, Gürtner era um conservador ferrenho e nacionalista que rejeitou a República de Weimar, pois associava democracia a "fraqueza", o que o levou ao conservador radical DNVP. 
As simpatias nacionalistas de Gürtner o tornaram simpático a extremistas de direita como Hitler. Durante o julgamento do Putsch da Cervejaria de 1924, Hitler foi autorizado a interromper os procedimentos quantas vezes quisesse, interrogar testemunhas à vontade e falar em seu próprio nome quase o quanto quisesse.  Gürtner obteve a libertação antecipada de Hitler da prisão de Landsberg e mais tarde persuadiu o governo da Baviera a legalizar o proibido NSDAP e permitir que Hitler falasse novamente em público. 

### Ministro da Justiça
Em 2 de junho de 1932, Gürtner foi nomeado Ministro da Justiça do Reich sob o chanceler Franz von Papen . Depois de servir nos gabinetes de Papen e Kurt von Schleicher, Gürtner foi mantido por Hitler em seu cargo e tornou-se responsável por coordenar a jurisprudência na Alemanha nazista. Embora Gürtner não fosse nazista, ele compartilhava a inclinação cada vez mais autoritária da maioria de seus colegas do DNVP. Ele apoiou totalmente o Decreto do Incêndio do Reichstag, que efetivamente eliminou as liberdades civis na Alemanha. De fato, um dia antes do incêndio do Reichstag, ele propôs um projeto de lei que era quase tão pesado quanto o Decreto do Incêndio do Reichstag; teria instituído severas restrições às liberdades civis sob o pretexto de impedir que os comunistas lançassem uma greve geral.  Ele também fundiu a associação de juízes alemães com a nova Associação Nacional Socialista de Profissionais Jurídicos (Nationalsozialistischer Rechtswahrerbund) e forneceu um véu de legalidade constitucional para o Estado nazista. 
No final de junho de 1933, o DNVP foi dissolvido sob pressão dos nazistas, e o presidente do DNVP, Alfred Hugenberg, renunciou ao cargo.  No entanto, Gürtner, em vez de renunciar, optou por permanecer no governo como independente. A princípio, Gürtner também tentou proteger a independência do judiciário e pelo menos uma fachada de normas jurídicas.  Ele procurou conter a crescente tendência das SA e SS de se envolver em punições extrajudiciais. Embora não fosse democrata, Gürtner acreditava no rechtsstaat ("estado de direito") e procurava proteger o território de seu ministério. Ele insistia que apenas os tribunais poderiam infligir punições aos oponentes do regime nazista. Os maus-tratos de prisioneiros nos campos de concentração de Wuppertal (Kemna), Bredow e Hohnstein (na Saxônia), sob a jurisdição de líderes locais das SA, provocaram um forte protesto do Ministério da Justiça. Gürtner observou que os prisioneiros estavam sendo espancados a ponto de perder a consciência com chicotes e instrumentos contundentes, comentando que tal tratamento: 

revela uma brutalidade e crueldade nos perpetradores que são totalmente estranhos ao sentimento e sentimento alemão. Tal crueldade, que lembra o sadismo oriental, não pode ser explicada ou desculpada pela amargura militante, por maior que seja.
Em 2 de outubro de 1933, Gürtner foi nomeado membro da Academia de Direito Alemão de Hans Frank em sua reunião inaugural.  Também em 1933, Gürtner entrou em conflito com um de seus subordinados no Ministério da Justiça, Roland Freisler, sobre as questões de Rassenschande (literalmente: "desgraça racial"), ou relação sexual entre um "ariano" e um "não ariano", que Freisler queria imediatamente criminalizado.  Gürtner, em reunião, apontou muitas dificuldades práticas com a proposta de Freisler.  Isso, no entanto, não impediu a aprovação das Leis de Nuremberg dois anos depois, criminalizando Rassenschande.
Em junho de 1934, Gürtner sucedeu a Hanns Kerrl como Ministro da Justiça da Prússia no gabinete de Hermann Göring, unindo assim em um duplo mandato os mais altos cargos na administração da justiça no Reich e no maior estado alemão.  Esta pasta também lhe rendeu uma nomeação ex officio para o Conselho de Estado da Prússia. Nas semanas seguintes à Noite das Facas Longas (30 de junho de 1934), um expurgo de oficiais da SA e críticos conservadores do regime que resultou em talvez centenas de execuções, ele demonstrou sua lealdade ao regime nazista redigindo uma lei que acrescentava um verniz legal para o expurgo. Assinada por Hitler e pelo Ministro do Interior Wilhelm Frick, a "Lei sobre Medidas de Autodefesa do Estado" legalizou retroativamente os assassinatos cometidos durante o expurgo. Gürtner até anulou alguns esforços iniciais dos promotores locais para tomar medidas legais contra os autores dos assassinatos.  Como parte da tentativa de manter o papel do judiciário na repressão dos inimigos do estado e proteger o rechtsstaat, Gürtner abriu a primeira sessão do Tribunal Popular em 14 de julho de 1934.  O Tribunal Popular era um tribunal especial para julgar os acusados de serem inimigos do Estado, cujos procedimentos visavam garantir a condenação dos acusados. A partir de 1933, Gürtner se viu inquieto tentando manter o estado de direito na Alemanha, dobrando as regras das leis para se adequar a Hitler, um processo que constantemente envolveu ele e o resto do judiciário alemão para desculpar e justificar o terror. 
Desde o início do regime nazista, Gürtner envolveu-se no processo de nazificação das instituições do Estado e da sociedade no que se refere ao domínio da jurisprudência legal, e ele é até creditado por cunhar o termo para esse processo: Gleichschaltung.  Em uma série de leis, primeiro os ministérios da justiça estaduais individuais foram eliminados em dezembro de 1934 e os funcionários judiciais estaduais se reportavam a Gürtner. O trabalho culminou quando a "Terceira Lei de Transferência da Administração da Justiça para o Reich" (24 de janeiro de 1935) entrou em vigor em 1º de abril de 1935. Todas as autoridades e funcionários da justiça nos dezesseis estados alemães foram nacionalizados. Isso resultou no Reich assumindo mais de 65.000 funcionários e 2.000 escritórios estaduais. Todas as receitas e despesas judiciais do estado foram assumidas pelo Ministério do Reich. A administração da justiça foi assim colocada exclusivamente nas mãos de um grande e unificado departamento nacional pela primeira vez. 
Em julho de 1935, Gürtner alterou o parágrafo 175 do código penal alemão para estender seu escopo e aumentou as penalidades. No final de 1935, já era evidente que nem Gürtner nem Frick seriam capazes de impor limitações ao poder da Gestapo ou controlar os campos da SS onde milhares de detidos estavam detidos sem revisão judicial.   Em vez de renunciar, Gürtner novamente permaneceu. Para marcar o quarto aniversário do regime nazista em 30 de janeiro de 1937, Hitler decidiu alistar todos os ministros não nazistas remanescentes no Partido Nazista e conferir pessoalmente a eles o Distintivo Dourado do Partido.  Com sua aceitação, Gürtner ingressou oficialmente no Partido Nazista.
Durante a Segunda Guerra Mundial, o débil protesto do Ministério da Justiça foi ainda mais enfraquecido, pois os supostos criminosos eram cada vez mais tratados pela Gestapo e pela SS, sem recorrer a nenhum tribunal. Gürtner forneceu sanção oficial e fundamento legal para uma série de ações repressivas, começando com a instituição de Ständegerichte (corte marcial) que julgou poloneses e judeus nos territórios ocupados do leste, e depois por decretos que abriram caminho para a implementação da Solução Final . Um juiz distrital e membro da Igreja Confessante, Lothar Kreyssig, escreveu a Gürtner protestando (corretamente) que o Aktion T4 era ilegal (já que nenhuma lei ou decreto formal de Hitler o havia autorizado); Gürtner prontamente demitiu Kreyssig de seu cargo, dizendo-lhe: "Se você não pode reconhecer a vontade do Führer como uma fonte de direito, então não pode permanecer um juiz."  
Gürtner morreu em 29 de janeiro de 1941 em Berlim.